# Tätört
Tätört eller vanlig tätört (Pinguicula vulgaris) är en växtart i familjen tätörtsväxter. Det är en så kallad köttätande växt och trivs på fuktiga, gärna kvävefattiga jordar. Traditionen att använda örten för att skapa långfil bygger på en faktoid. Tätört har även använts för att bleka håret som då blir gulaktigt.

## Långfilstillverkning
Historiskt har tätört kopplats samman med tillverkning av långfil (tätmjölk). Så här skriver exempelvis Carl von Linné i Flora Lapponica: 
"Norrlänningarnes kompakta mjölk eller tätmjölk, af andra kallad sätmjölk, är ett af Lapplands nybyggare och ännu mer i Västerbotten samt i nästan hela det öfriga Norrland mycket nyttjadt slag af mjölk, som erhålles på följande sätt: några färska, nyss plockade Pinguicula-blad, af hvilken art som helst, läggas i en sil, och den nyss mjölkade, ännu ljumma mjölken hälles däröfver".
Alla moderna försök att återupprepa denna tillverkningsprocedur har misslyckats. Man har inte heller kunnat finna några Lactococcus lactis (som används vid fermentering av mjölk) på – de slemutsöndrande – bladen av tätört, så traditionen bygger på en form av faktoid. Däremot innehåller tätört proteolytiska enzymer som bryter ned infångade insekter, och dessa enzymer kan användas som vegetabilisk ostlöpe.

## Dialektala namn
Det finns många dialektala namn för tätört: Faitnackä på Gotland, slätkyrgras	eller täta i Dalarna, tjätt eller tjett i Jämtland, tjättgräs i Västerbotten, täte i Norrbotten och Närke och vipefett eller vippfett i Götaland och Svealand. Andra namn är fetört, göja och lisla. Den har även kallats hårgula eftersom den används vid hårblekning.
| Namn               | Trakt              | Anteckning                                                                            |
| ------------------ | ------------------ | ------------------------------------------------------------------------------------- |
|                    |                    |                                                                                       |
| faitnackä          | Gotland            |                                                                                       |
| fetört             |                    |                                                                                       |
| göja               |                    |                                                                                       |
| hårgula            |                    | Namnet kommer därav, att växten använts för att bleka hår. Resultatet blir gulaktigt. |
| lisla              |                    |                                                                                       |
| slätkyrgras        | Dalarna            |                                                                                       |
| smörört            |                    |                                                                                       |
| sätört             |                    |                                                                                       |
| tjätt (tjett)      | Jämtland           |                                                                                       |
| tjättgräs          | Västerbotten       |                                                                                       |
| täta               | Dalarna            |                                                                                       |
| täte               | Norrbotten, Närke  |                                                                                       |
| vipefett, vippfett | Götaland, Svealand |                                                                                       |